# Paolo Bigliocchi
Paolo Bigliocchi (Roma, 6 marzo 1955) è un politico italiano.

## Biografia
Medico, esponente del Partito Socialista Italiano, consigliere comunale di Rieti dal 1990, è stato sindaco della città dal settembre 1992 al settembre 1993.
Alle elezioni amministrative del 1994 si ricandida a sindaco di Rieti con una coalizione composta da PPI e una lista civica, ottenendo il 22,9%, sfiorando l'accesso al ballottaggio per meno di 500 voti: viene confermato in consiglio comunale.
Nel 1998 si candida nuovamente a sindaco di Rieti con una coalizione composta da PPI, SDI e CDU-CDR, ottenendo il 12,4% dei voti, confermandosi consigliere comunale. Viene nuovamente eletto nel consiglio comunale reatino anche dopo le elezioni del 2002 e del 2007.
Dal 2009 è consigliere provinciale per una lista civica alla Provincia di Rieti con delega alla sanità e presidente della commissione attività produttive e della consulta provinciale del volontariato. 
Dal giugno 2012 è assessore comunale a Rieti nella giunta Petrangeli, ricoprendo l'assessorato al personale, Polizia Municipale e rapporti con il Consiglio. In seguito alle dimissioni di alcuni assessori, fonte di un rimpasto di giunta a fine 2014, Bigliocchi cede le precedenti deleghe e ottiene quella al bilancio. Il suo mandato termina nel giugno 2017, quando Petrangeli non è riconfermato sindaco dalle elezioni amministrative 2017.